# István Klimek
István Klimek (15 d'abril de 1913 - 12 de novembre de 1988) fou un futbolista romanès. Va formar part de l'equip romanès a la Copa del Món de 1934.